# Marjay Albert Sándor
Marjay Albert Sándor (Tiszaszentimre, 1806. július 28. – ?) joghallgató, költő. 

## Életrajza
Apja Marjai Albert Tiszaszentimrén volt református prédikátor, anyja Ernestus Mária. Nemes származású volt, szüleit korán elvesztette, majd Túrkevére ment rokonaihoz. Előbb Mezőtúron, azután két évig Debrecenben járta iskoláit. Hosszas barangolás után Esztergomba került, ahol a római katolikus vallásra tért át; a szónoklati és költészeti osztályt is ott járta és a pozsonyi akadémián két évig jogot tanult. További sorsa ismeretlen.
Versei vannak az Uraniában (1829-30.)

## Munkái
- Carmina. Strigonii, 1825. (Janus Pannonius, Életem leírása, versben, magyar és latin versek).
- Szomorú versezet, melyet boldogult Schönbauer Mihály úr emlékezetének törvénytanuló társai nevében szentelt. Pozsony, 1828.
- Ode honoribus emin. ac cels. dni principis Alexandri a Rudna et Divék-Ujfalu, s. romanae ecclesiae cardinalis, metrop. ecclesiae Strigoniensis archi-episcopi ... oblata. Pozsony, 1828.
- Költeményes munkái. 1. köt. A vitéz kút. Rege a magyar előidőből. 2. kiadás. Pozsony, 1829.

## Forrás
- Szinnyei József: Magyar írók élete és munkái VIII. (Löbl–Minnich). Budapest: Hornyánszky. 1902.